# Kulturminnen i Svalbard

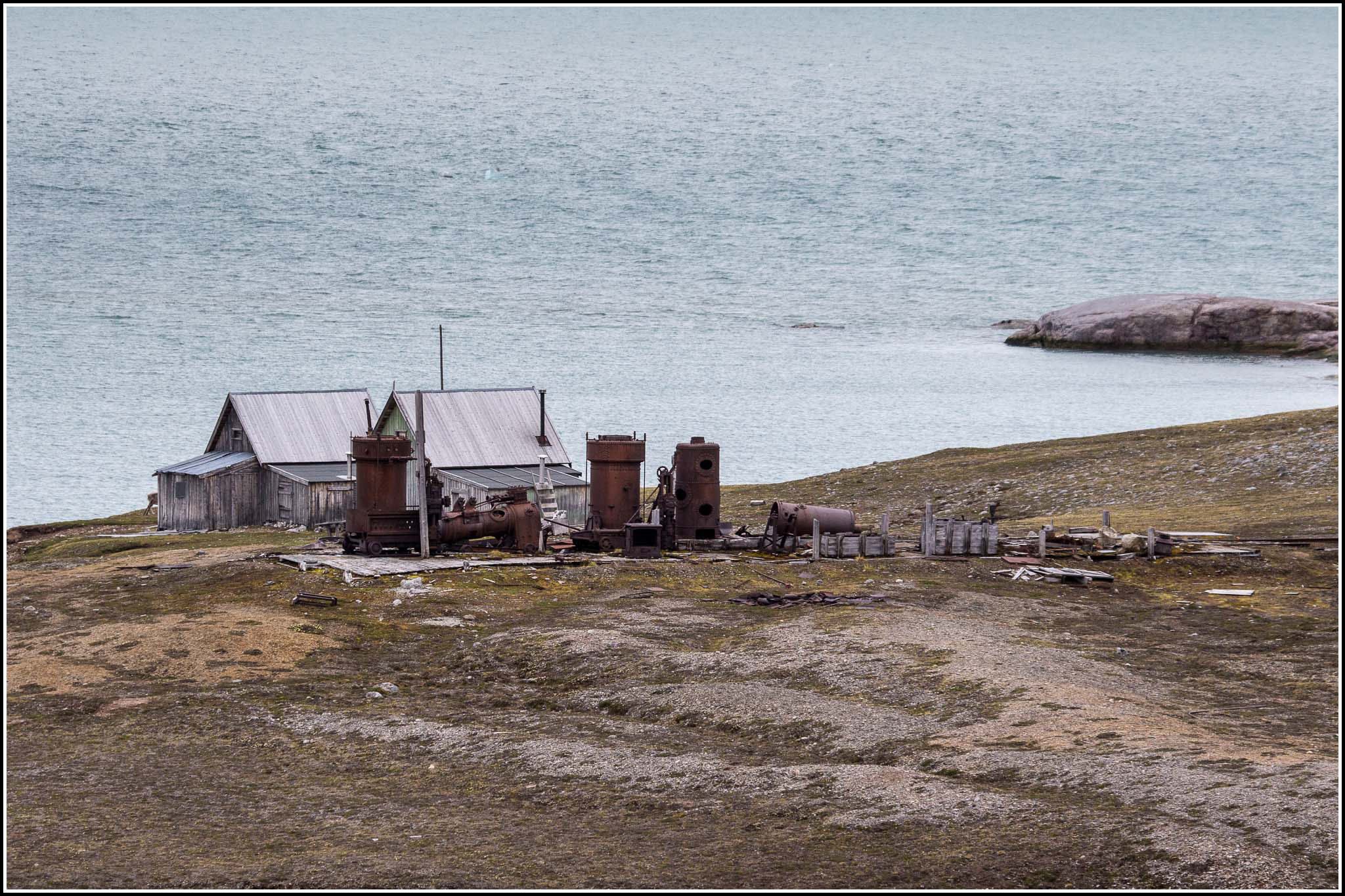
Det övergivna marmorbrottet i Ny-London

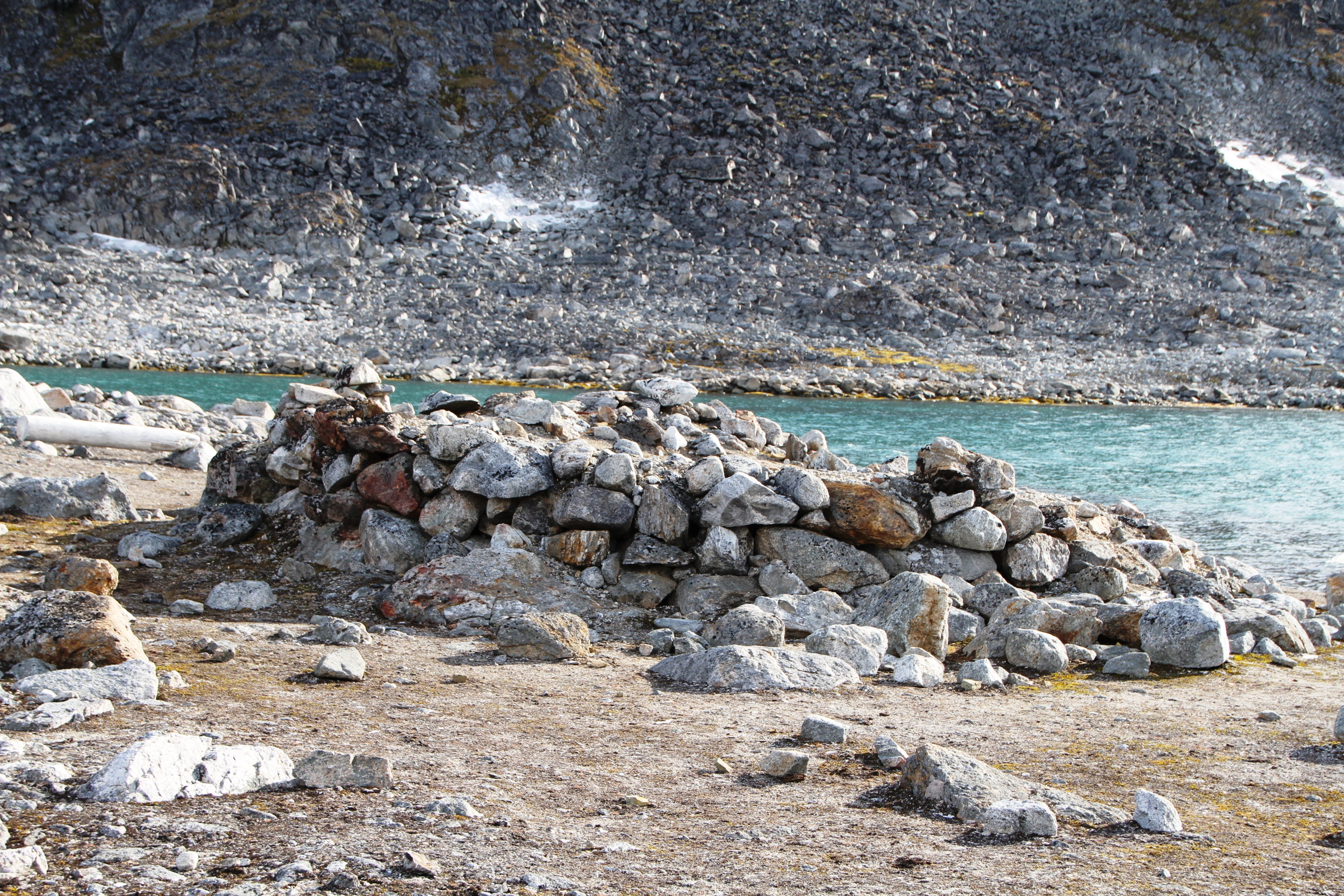
Gravar i Sallyhamna

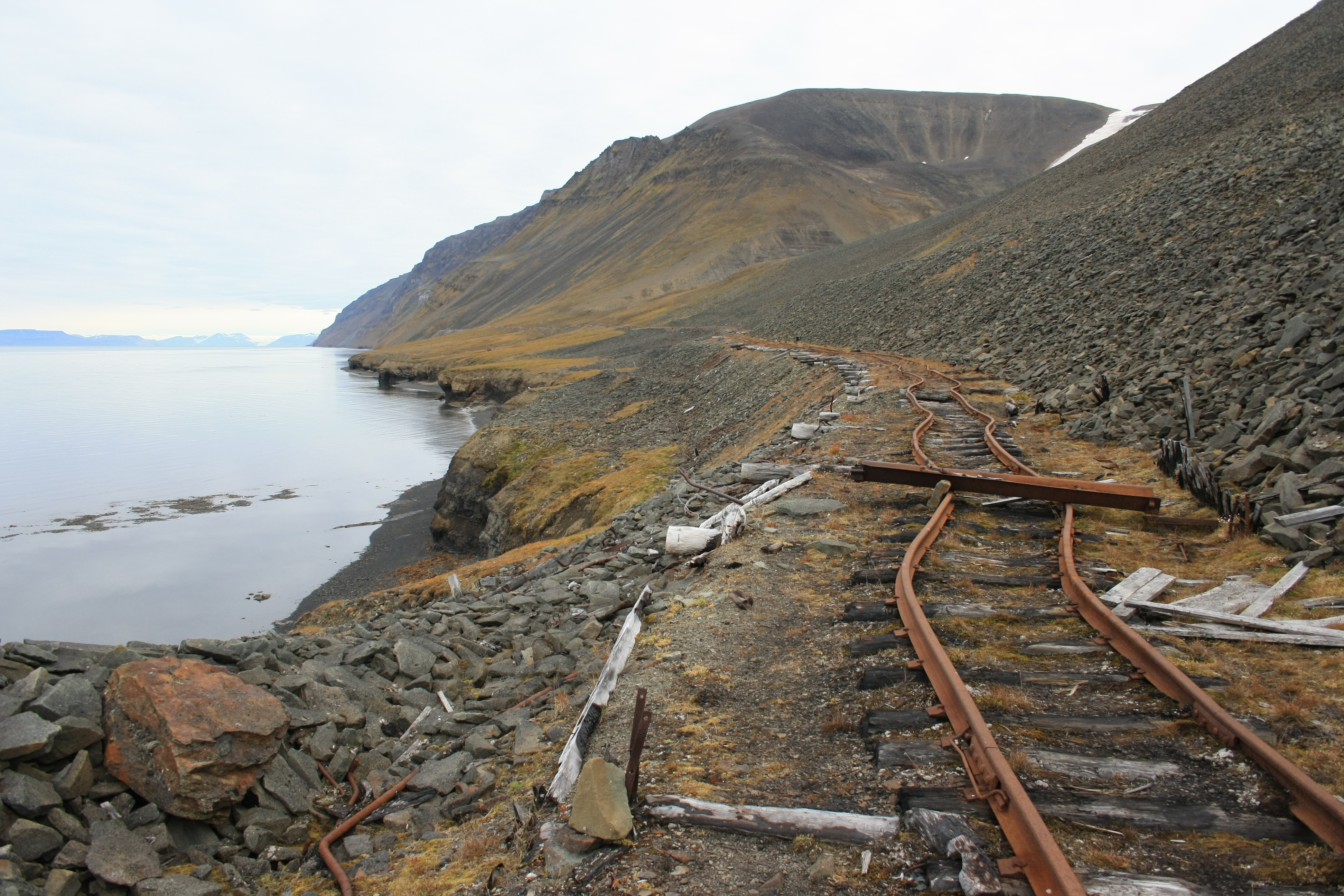
Spår av industrijärnväg vid Colesbukta

Kulturminnen i Svalbard förekommer på fler än 1 800 lokaler på ögruppen, varav den största är det övergivna gruvsamhället Grumant vid Isfjorden.
Kulturminnesfrågor regleras i "Lov av 15. juni 2001 om miljøvern på Svalbard" (Svalbardmiljøloven). Lagen fastställer att alla kulturminnen som är äldre än från 1946 är automatisk skyddade, och också området närmast ett fast kulturminne är skyddat 100 meter i alla riktningar. Samtliga spår efter gravar för människokroppar är fredade, oavsett deras ålder. Samma sak gäller för rester av skelett för slaktplatser av valar och valrossar samt platser där isbjörnar skjutits.  
Några kulturminnen är i fortsatt bruk. Ny-Ålesund har med 29 byggnader den största koncentrationen av skyddade byggnader i Svalbard. 
Sysselmannen på Svalbard är ansvarig myndighet för kulturskydd i Svalbard. Från 1974 har det byggts upp en administration för kulturvård i Svalbard. Den första specialisttjänsten inrättades 1976. Från 1986 fanns en chef, en arkeolog och en konservator, alla anställda av Tromsø museum, som hade expertansvar för kulturvården 1976–1991. Riksantikvaren fick därefter det fackmässiga ansvaret och tjänstemännen lokaliserades till Longyearbyen under 1990-talet och fram till 2006, då Statens kulturhistoriske magasin i Longyearbyen öppnades. Svalbard museum övertog driften av det kulturhistoriska magasinet 2011. 

## Prioriterade kulturminnen och kulturmiljöer i urval
I samband med Sysselmannens plan har 2013 fastställts ett knappt hundratal prioriterade kulturminnen och kulturmiljöer, bland andra:

- Sallyhamna och Svenskegattet
- Gravneset
- Virgohamna
- Bjørnhamna med bistationer
- Smeerenburg
- Recherchefjorden
- Calypsobyen
- Sorgfjorden med Eolusneset och gradmätningsstationen på Crozierpynten
- Vitön
- Ny-Ålesund
- Ny-London
- Bohemanneset
- Svenskhuset
- Fredheim
- Hiorthhamn med ruinerna av Advent City
- Gruvmiljö i Longyearbyen
- Brucebyen
- Pyramiden
- Barentsburg
- Grumant
- Colesbukta
- Sveagruva
- Polhem